# Lagerstroemia lecomtei
Lagerstroemia lecomtei är en fackelblomsväxtart som beskrevs av François Gagnepain. Lagerstroemia lecomtei ingår i släktet Lagerstroemia och familjen fackelblomsväxter. Inga underarter finns listade i Catalogue of Life.